# Bistum Saint Thomas
Das Bistum Saint Thomas (lateinisch Dioecesis Sancti Thomae in Insulis Virgineis, englisch Diocese of Saint Thomas) ist eine römisch-katholische Diözese mit Sitz in Charlotte Amalie auf den Amerikanischen Jungferninseln, einem nichtinkorporierten Außengebiet der Vereinigten Staaten, in der Karibik.

## Geschichte
Papst Johannes XXIII. gründete am 30. April 1960 mit der Bulle Cum apostolicus die Territorialprälatur Jungferninseln aus Gebietsabtretungen des Erzbistums San Juan de Puerto Rico und unterstellte sie am 12. Oktober 1965 dem Erzbistum Washington als Suffragan. Die Territorialprälatur wurde am 20. April 1977 mit der Bulle Animarum utilitatis  von Paul VI. zum Bistum Saint Thomas erhoben. Die Patrone des Bistums sind Peter und Paul.

## Ordinarien

### Prälat der Jungferninseln
- Edward John Harper CSsR (23. Juli 1960 bis 20. April 1977)

### Bischöfe von Saint Thomas
- Edward John Harper CSsR (20. April 1977 bis 16. Oktober 1985, emeritiert)
- Seán Patrick O’Malley OFMCap (16. Oktober 1985 bis 16. Juni 1992, dann Bischof von Fall River)
- Elliot Griffin Thomas (30. Oktober 1993 bis 29. Juni 1999 zurückgetreten)
- George Vance Murry SJ (29. Juni 1999 bis 30. Januar 2007, dann Bischof von Youngstown)
- Herbert Armstrong Bevard (7. Juli 2008 bis 18. September 2020)
- Jerome Feudjio (seit 2. März 2021)

## Weblinks

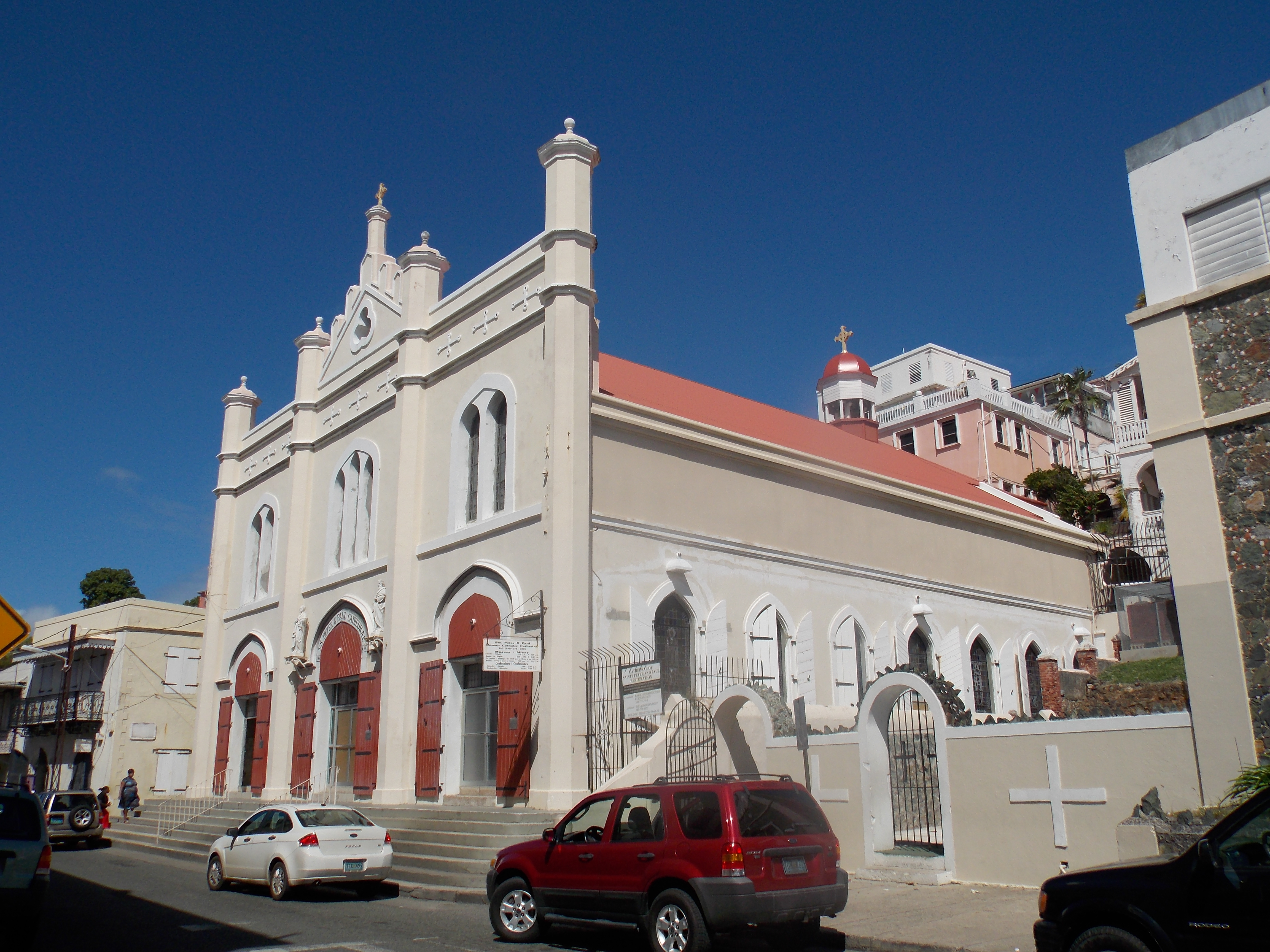
Kathedrale Saints Peter and Paul in Charlotte Amalie